# جیمز یان (بازیکن بسکتبال)
جیمز یان (انگلیسی: James Young؛ زادهٔ ۱۶ اوت ۱۹۹۵) یک بازیکن بسکتبال اهل ایالات متحده آمریکا است.
از باشگاه‌هایی که در آن بازی کرده‌است می‌توان به بوستون سلتیکس اشاره کرد.